# كبريتيد الزئبق الثنائي
 كبريتيد الزئبق الثنائي مركب كيميائي سام جدا  له الصيغة (HgS) ، ويكون على شكلين ألفا وبيتا.
- الشكل ألفا α-HgS وهو ذو لون أحمر قرمزي وهو الشكل الذي يوجد به الزئبق غالباً في الطبيعة.
- الشكل بيتا β-HgS وهو ذو لون أسود، وهو الذي ينشأ عند الكشف عن الزئبق بترسيبه على شكل كبريتيد.
- وينسب اكتشافه لأبو الكيمياء العالم جابر بن حيان[2]

## الخواص
- انحلالية كلي الشكلين من مركب كبريتيد الزئبق الثنائي ضعيفة جداً في الماء.

HgS ⇌ Hg 2+ + S 2- ...KL = 10-54
- لا يتفاعل مع الأحماض والقواعد، إلا أنه يتفكك بتفاعله مع الماء الملكي.

## الوفرة الطبيعية والتحضير
يوجد مركب كبريتيد الزئبق الثنائي في الطبيعة في معدن الزنجفر Cinnabar.
يحضر مركب كبريتيد الزئبق الثنائي مخبرياً من تمرير غاز كبريتيد الهيدروجين في محاليل الزئبق، حيث يترسب الشكل بيتا أسود اللون.

## الاستخدامات
- كان يستعمل سابقاً كخضاب للون الأحمر على شكل مسحوق الزنجفر.
- يستخدم في تحضير مركبات الزئبق الأخرى.